# 손기정체육공원
손기정체육공원(孫基禎體育公園, Son Kee-chung Park)은 대한민국 서울특별시에 있는 공원 및 스포츠 시설이다. 공원 면적은 29,682m2이며, 1987년 9월 18일에 개원했다. 주경기장 시설은 천연잔디 필드가 갖춰진 경기장이며, 2003년에 준공되었다.
본래 이 자리는 손기정의 모교인 양정고등학교가 있었던 장소이다. 양정고등학교가 1987년 서울특별시 양천구 목동으로 이전하자, 양정고 교사를 철거한 후 그 자리에 손기정공원을 조성하여 1987년 9월 18일에 개원하였다. 서울역 서부 출구(서부역)에서 공덕동 방향에 있다.
광장과 산책로 등 체육 시설과 손기정 동상, 기념비 등이 조성되어 있고 손기정공원 내에 있는 손기정 월계관 기념수가 1982년 11월 13일 서울특별시 기념물 제5호로 지정되었다.
1936년 독일 베를린에서 개최된 하계 올림픽 육상 남자 마라톤에서 당시 일본 제국 선수로 출전해 금메달을 획득한 손기정 선수의 공로를 기려 손기정공원을 조성하였다.

## 사진

### 손기정체육공원

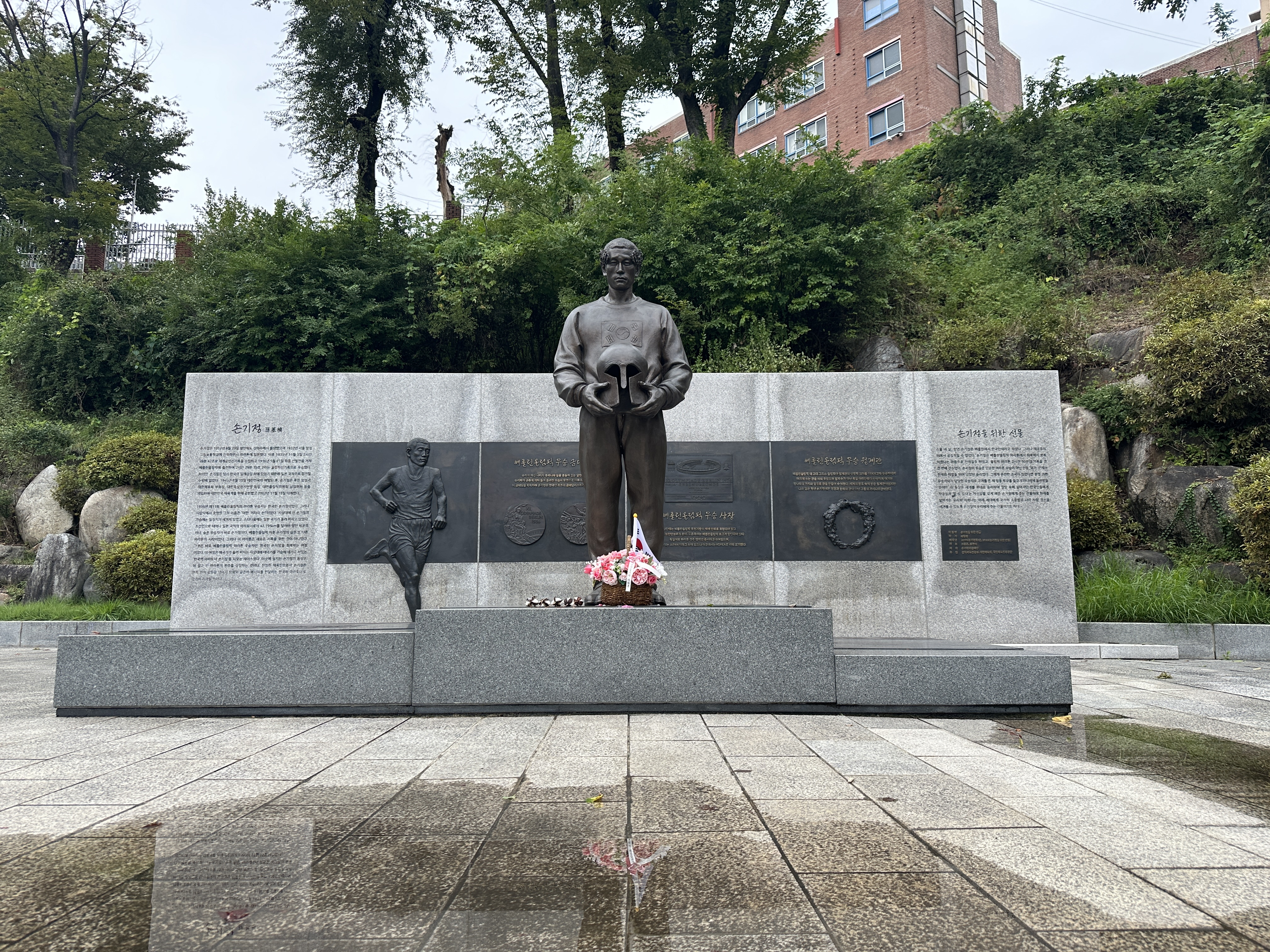
손기정 동상
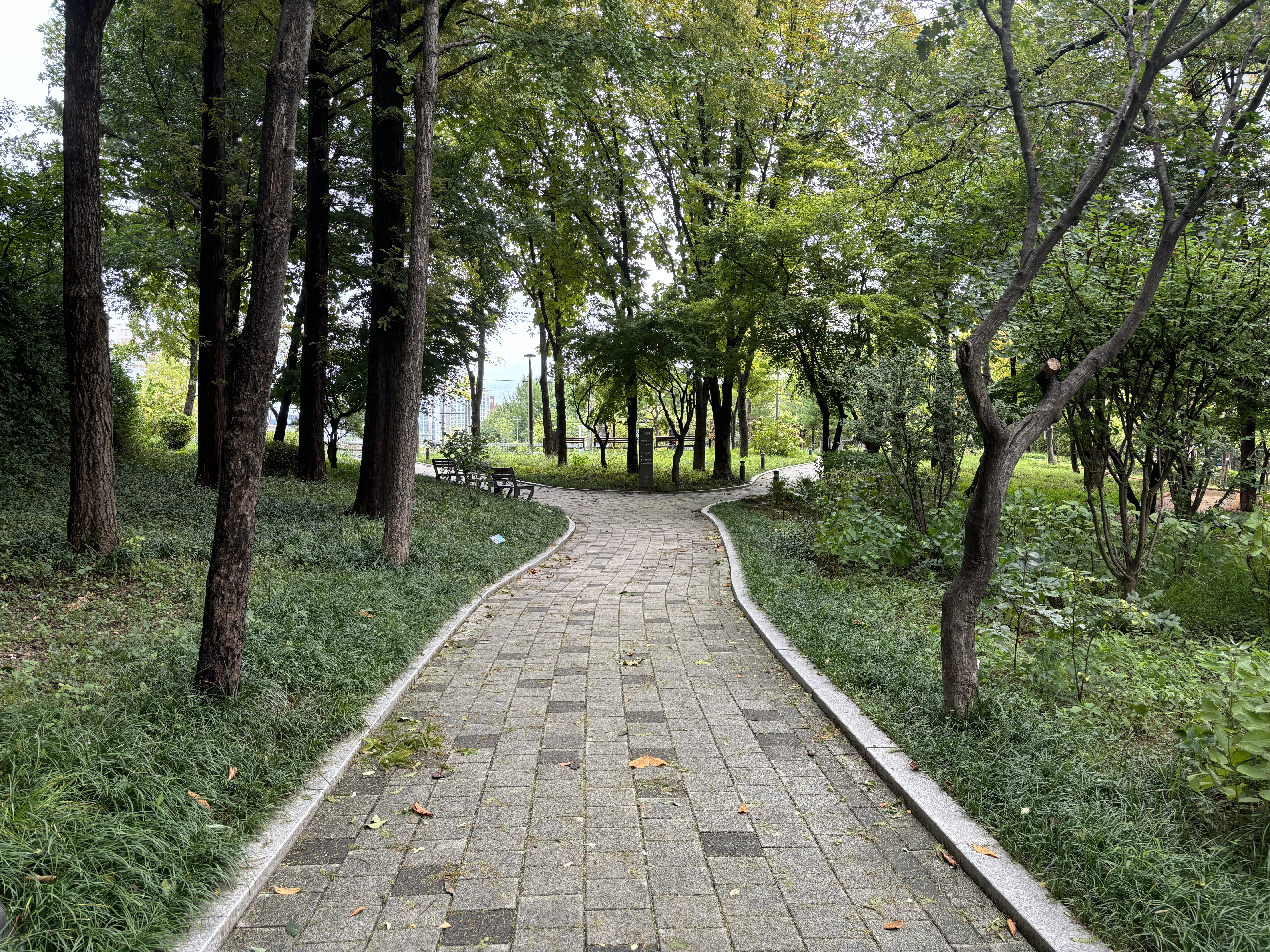
손기정 기념관 주위의 산책로
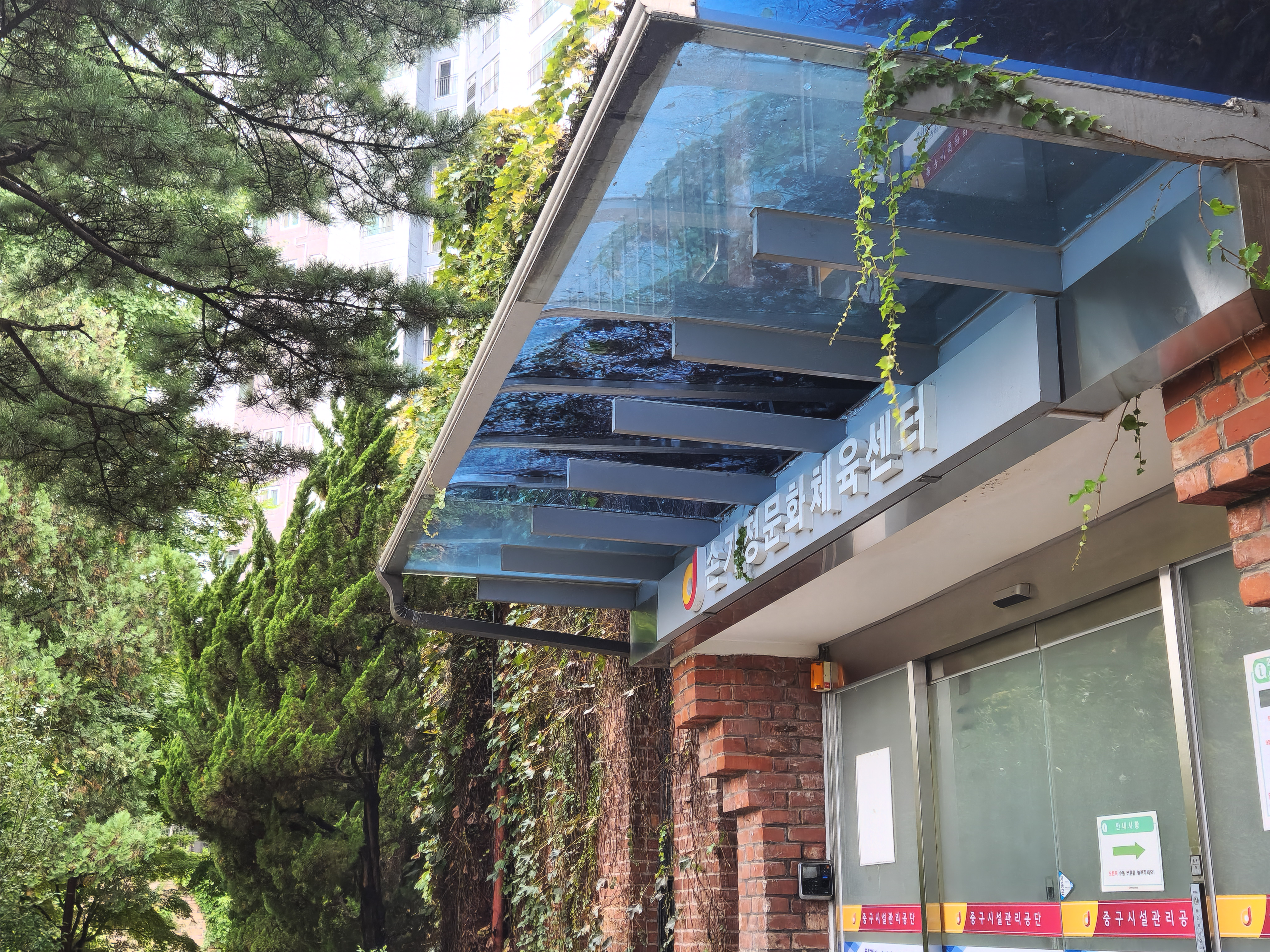
손기정문화체육센터
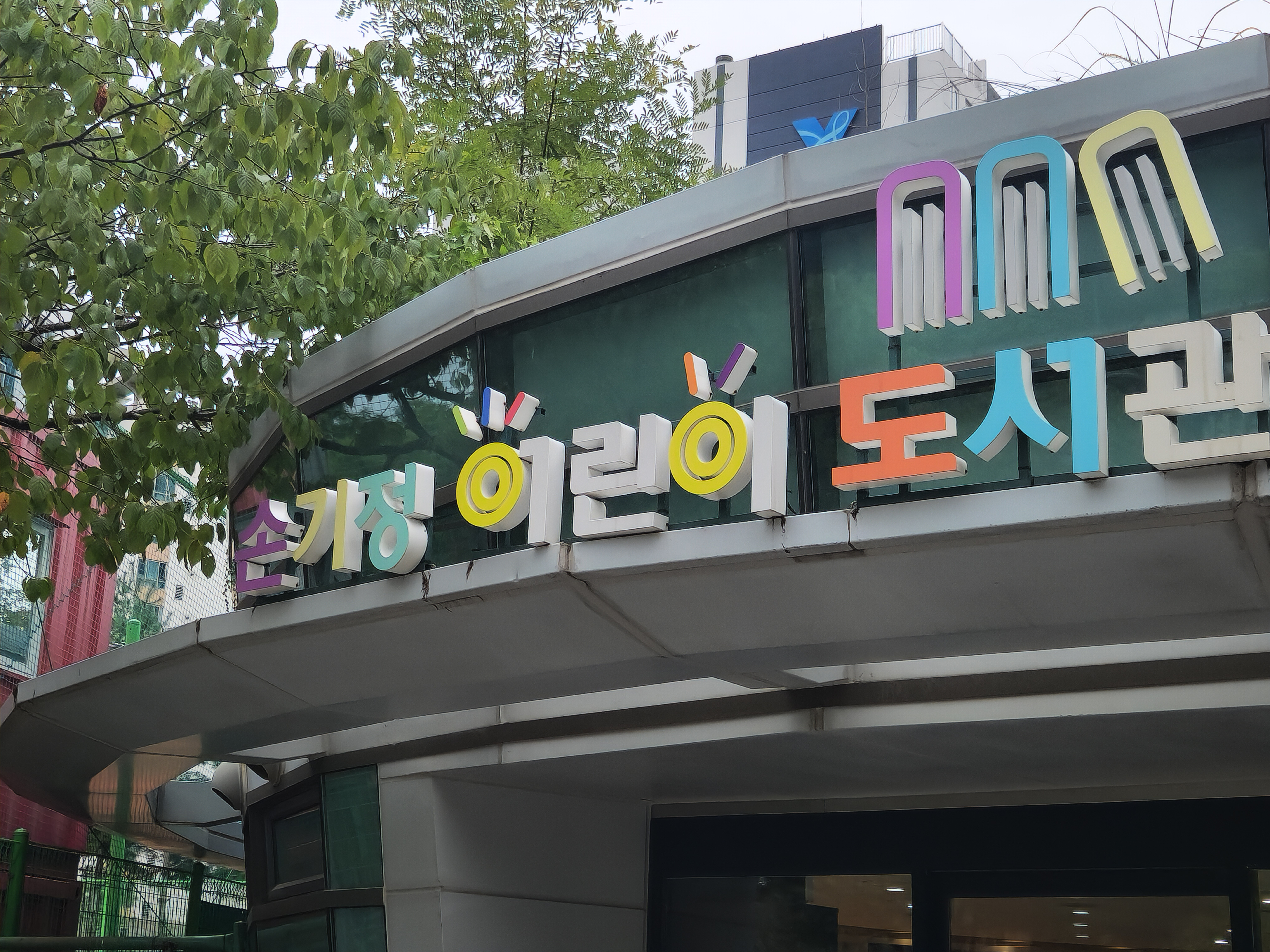
손기정 어린이 도서관
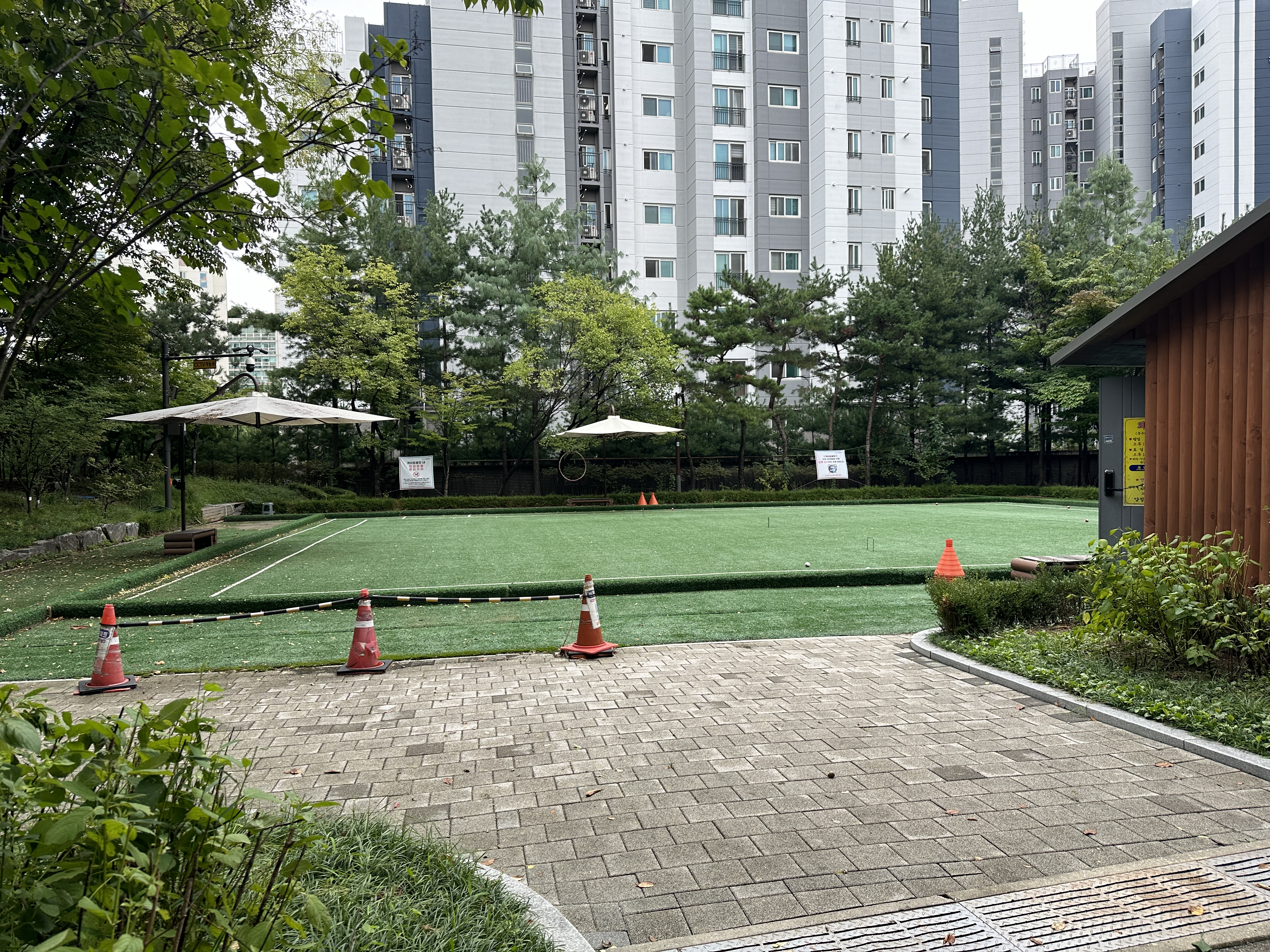
게이트볼장
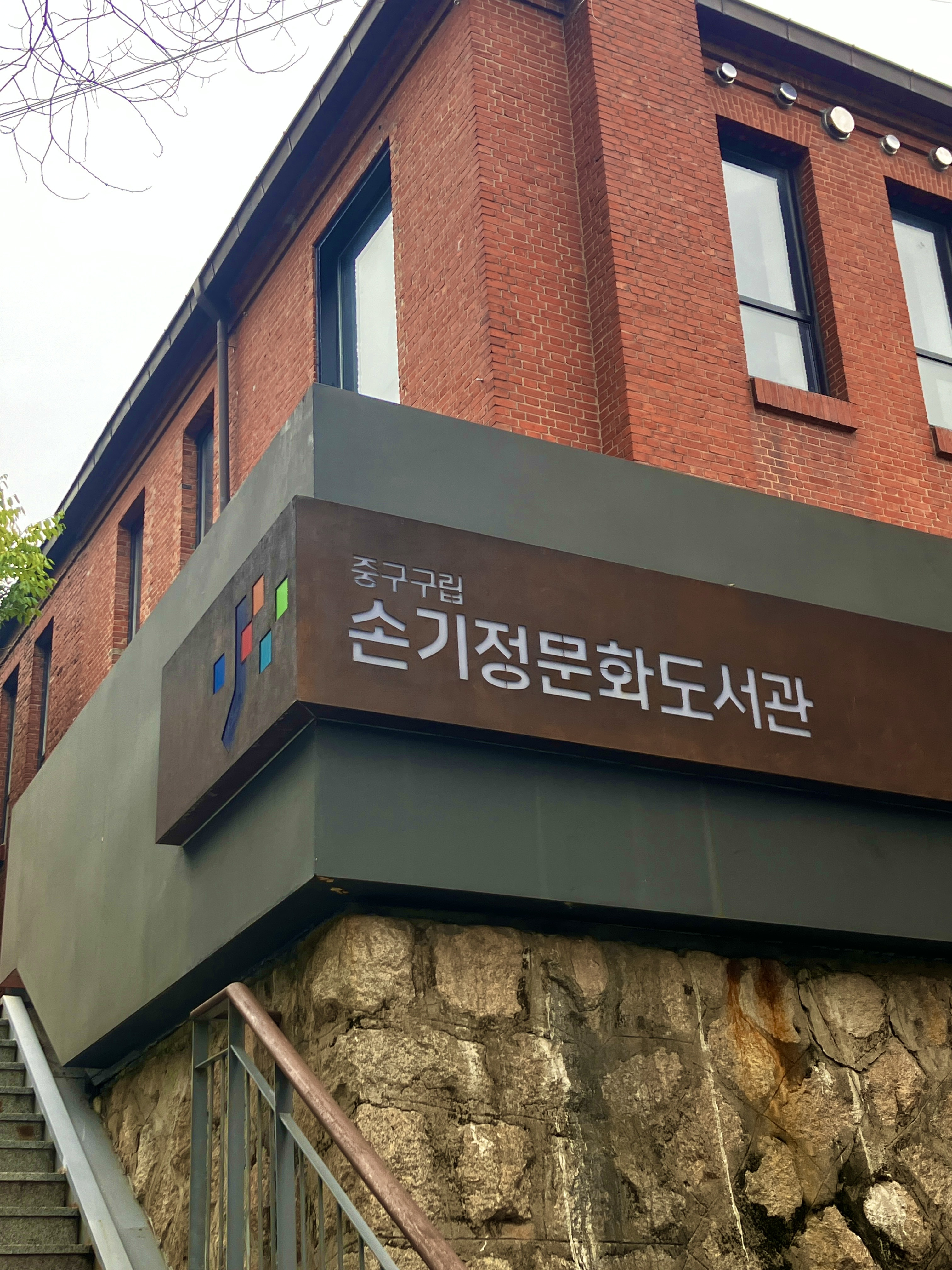
손기정 문화 도서관
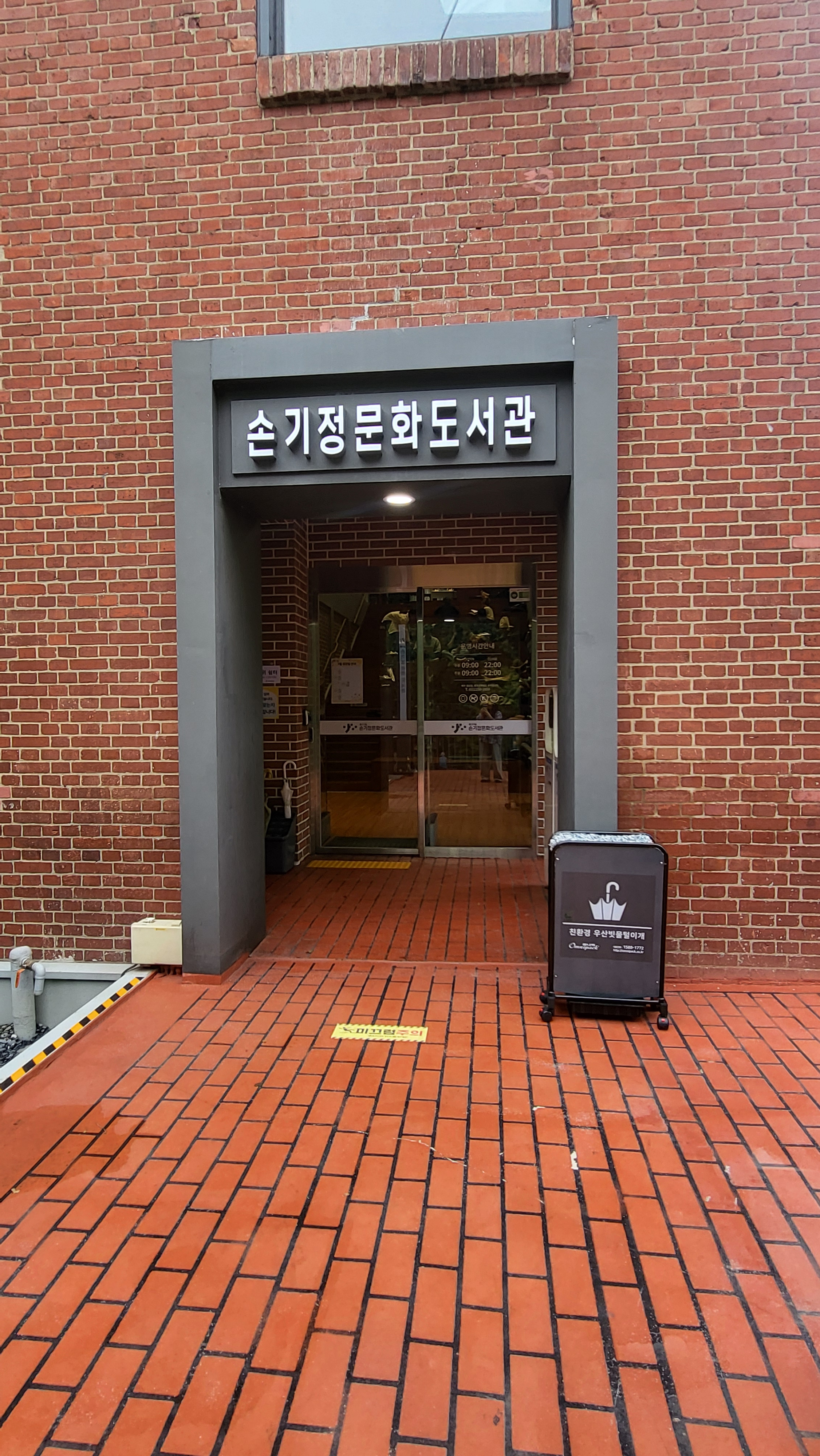
손기정문화도서관
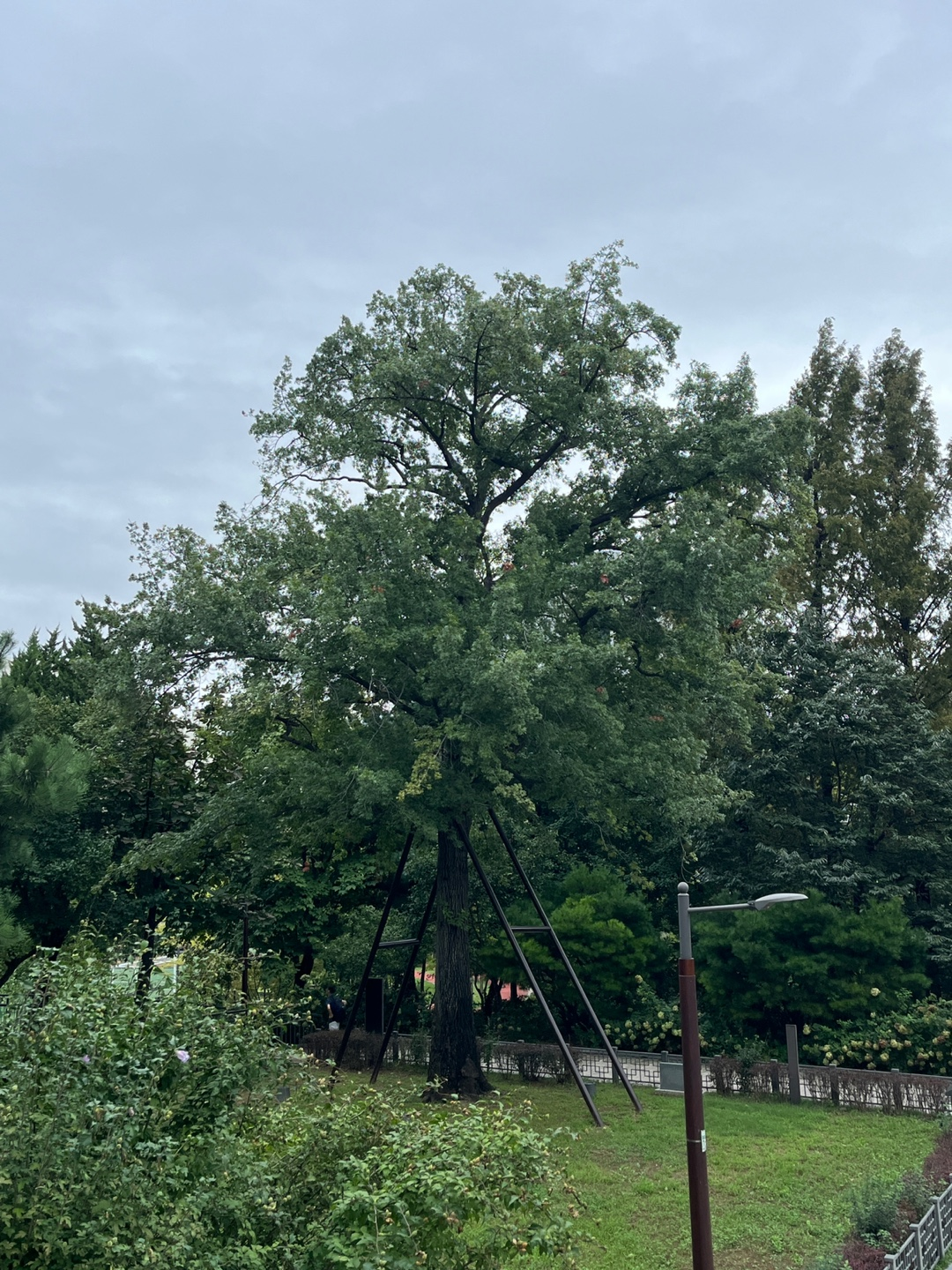
손기정공원 월계관 기념수
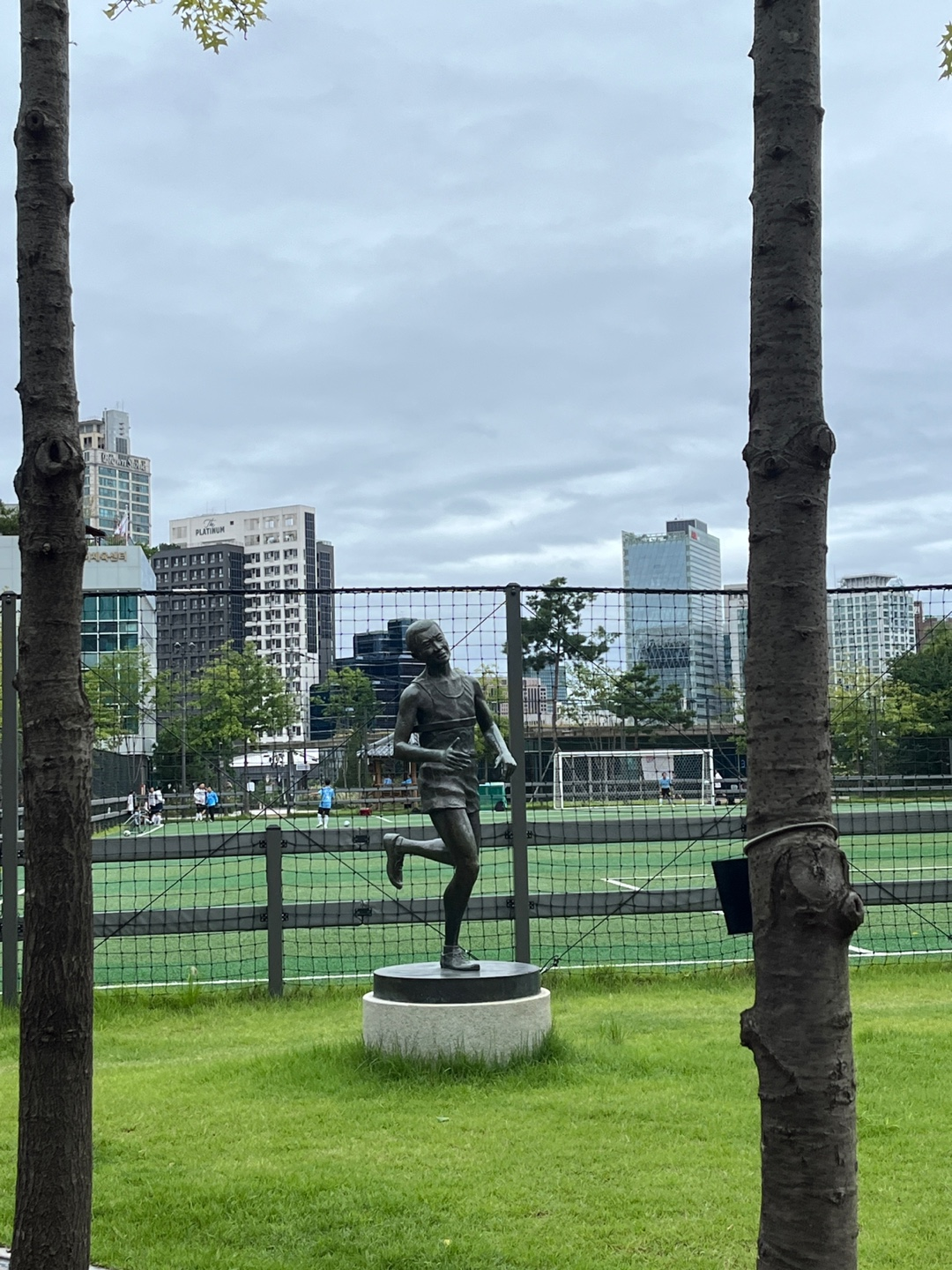
손기정공원 손기정 동상
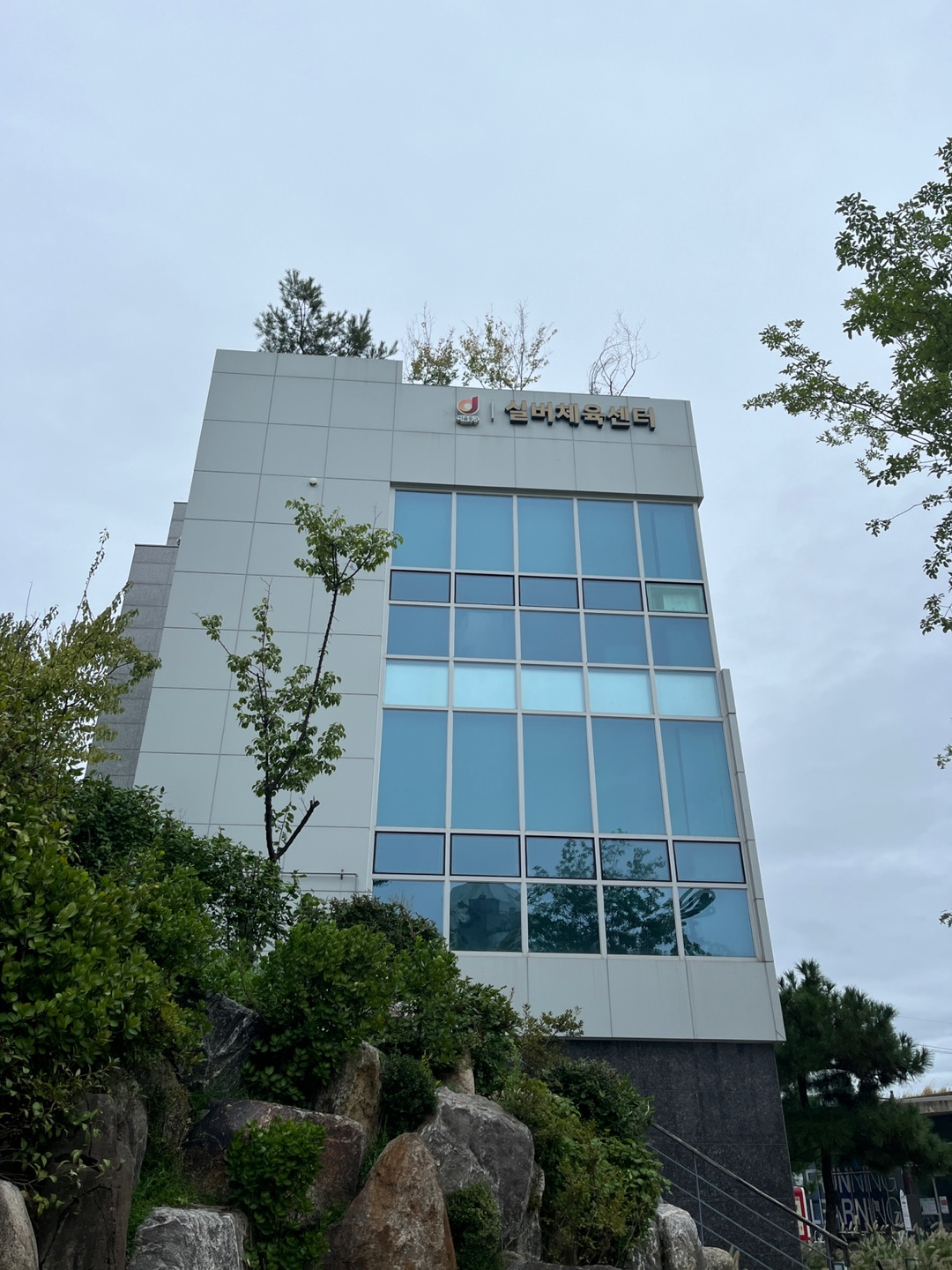
손기정공원 실버체육센터
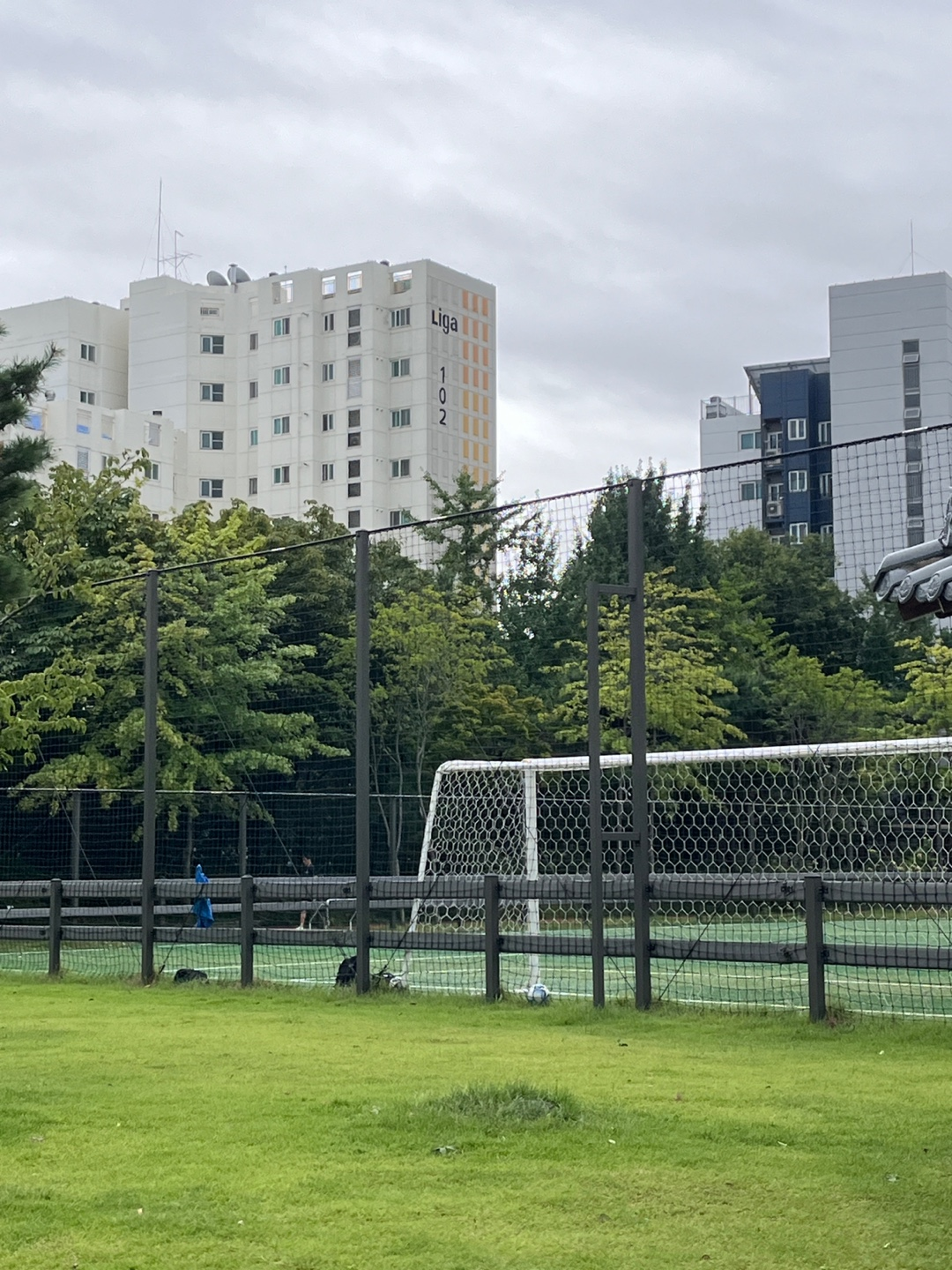
손기정공원 운동장
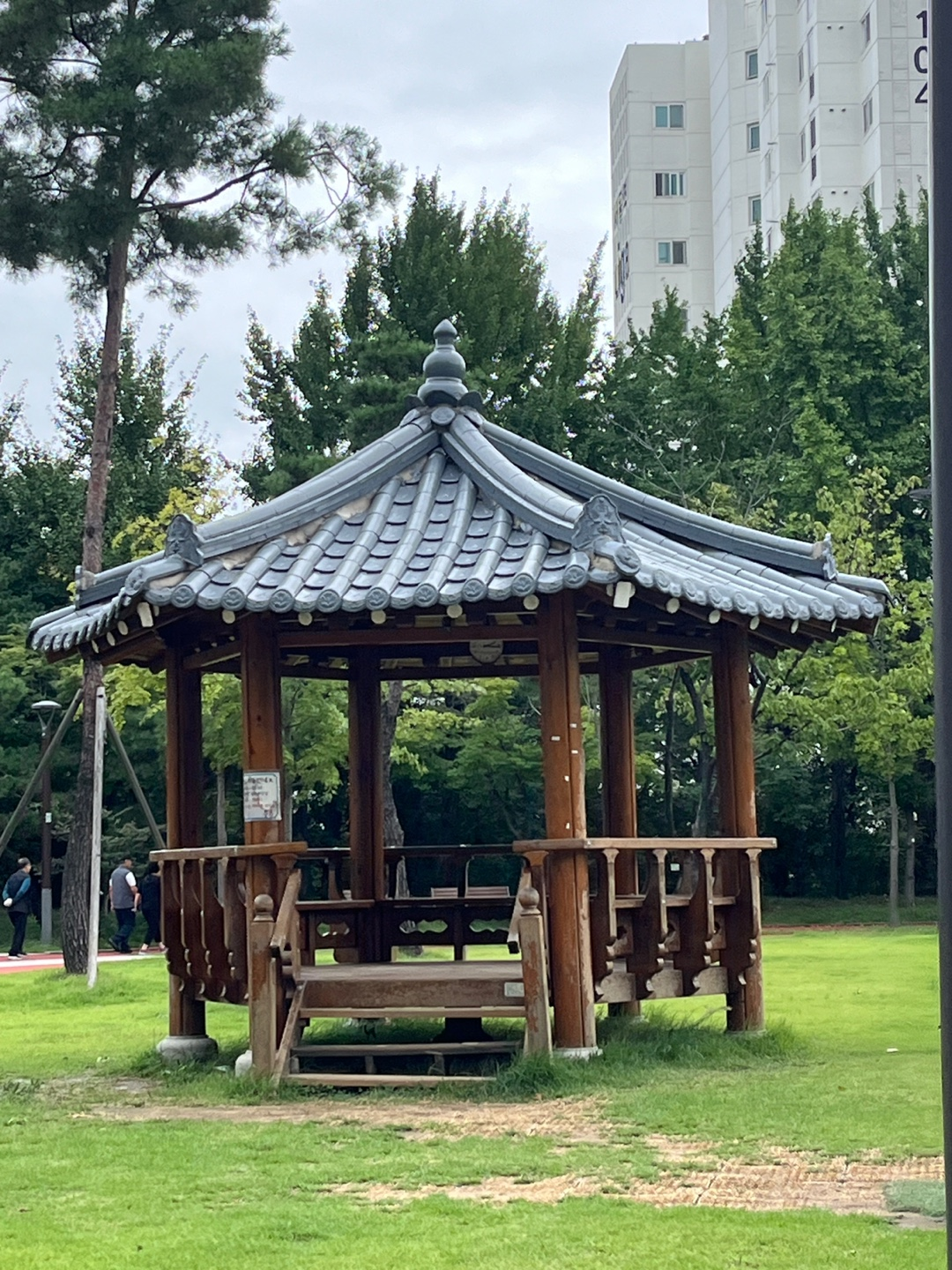
손기정공원 정자

### 손기정기념관

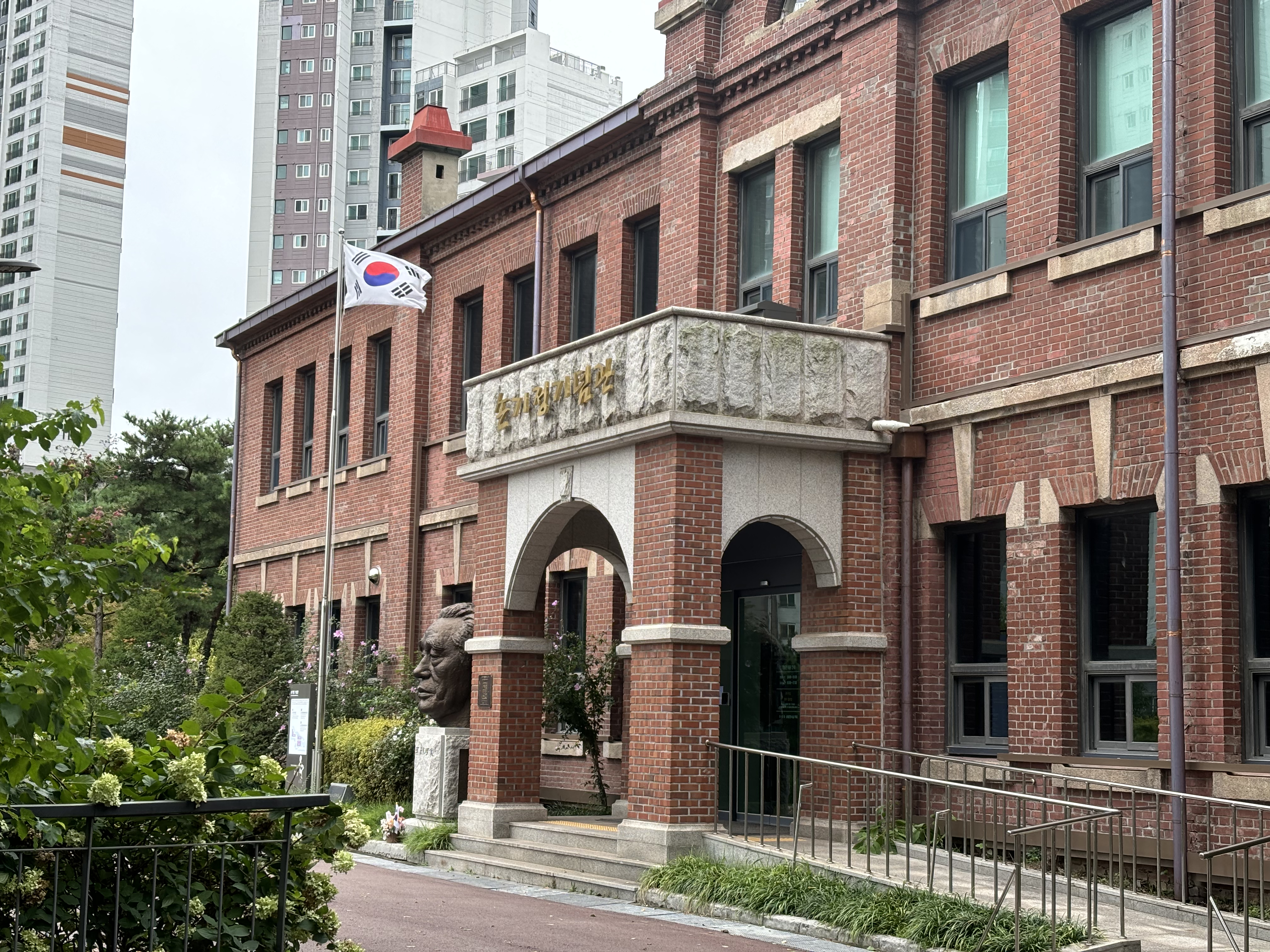
손기정기념관
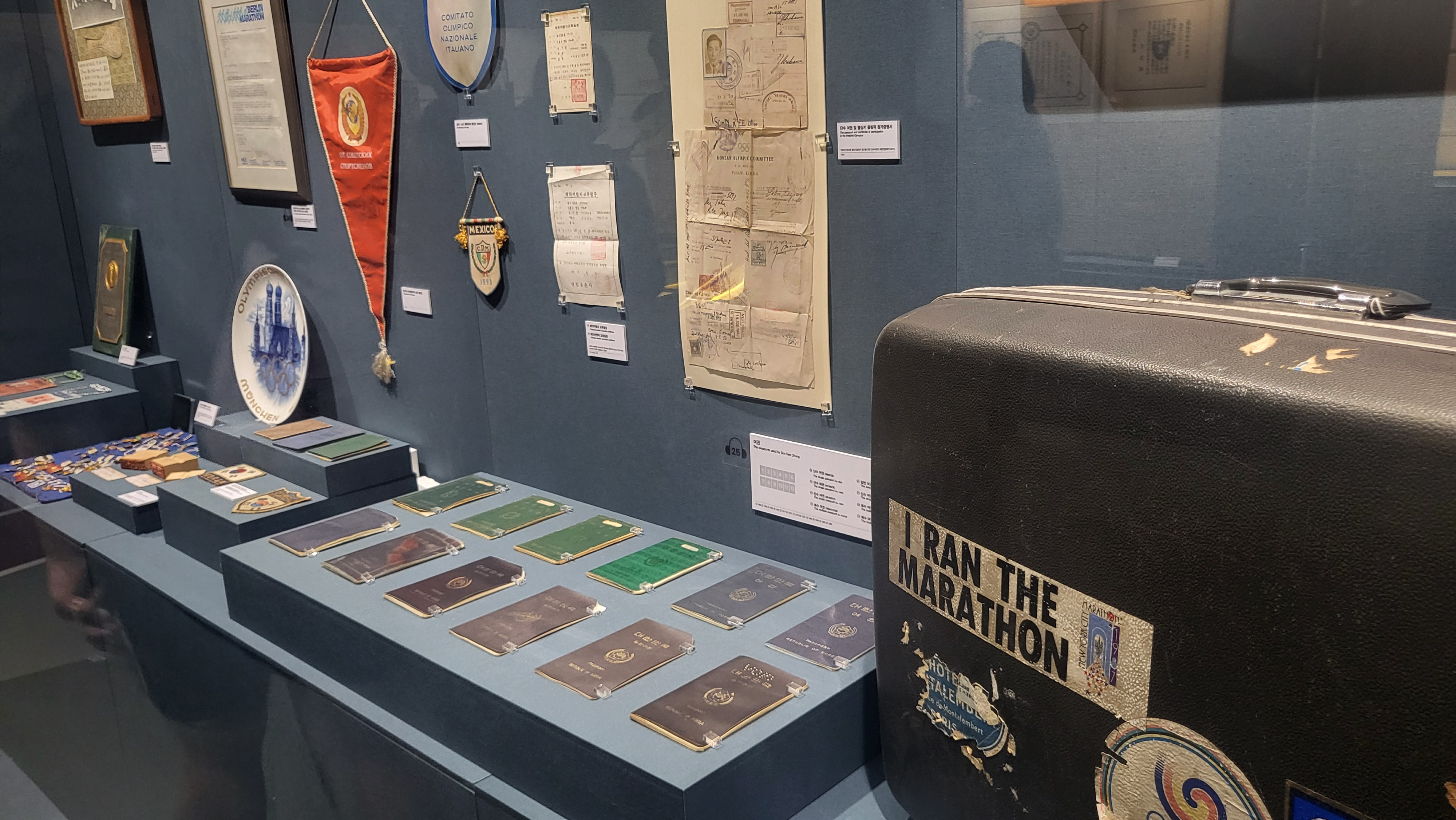
손기정 기념관 전시장
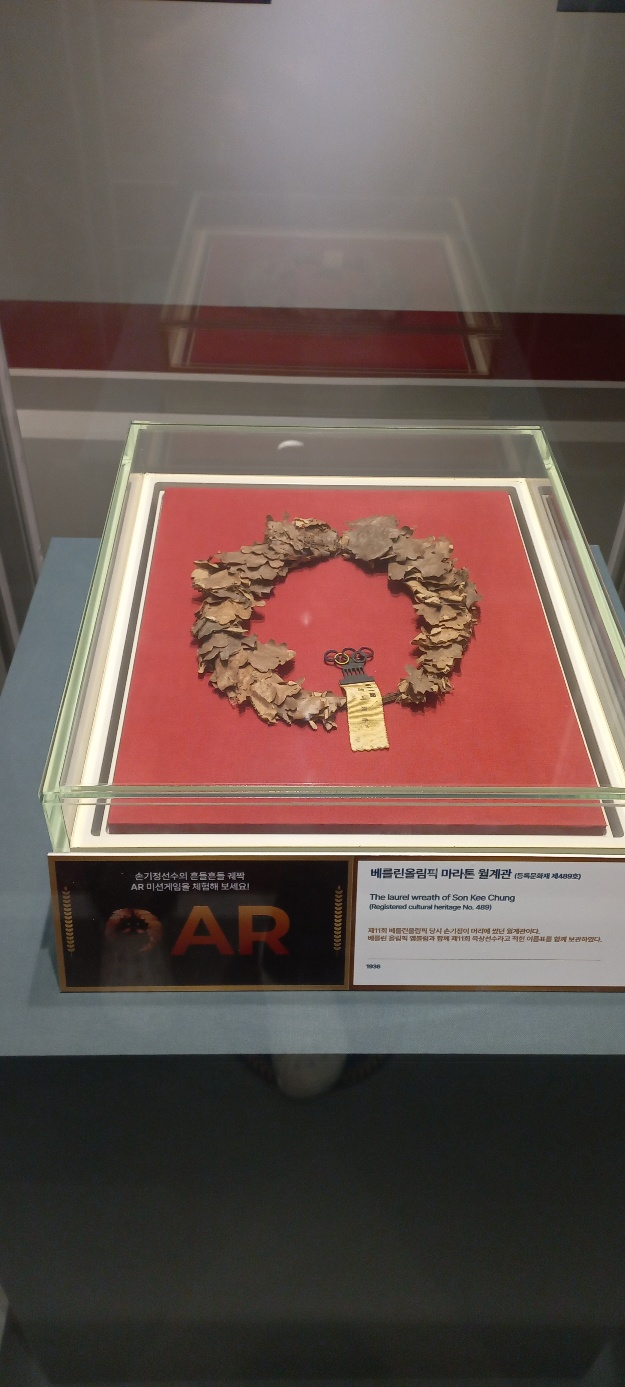
손기정 기념관 월계관
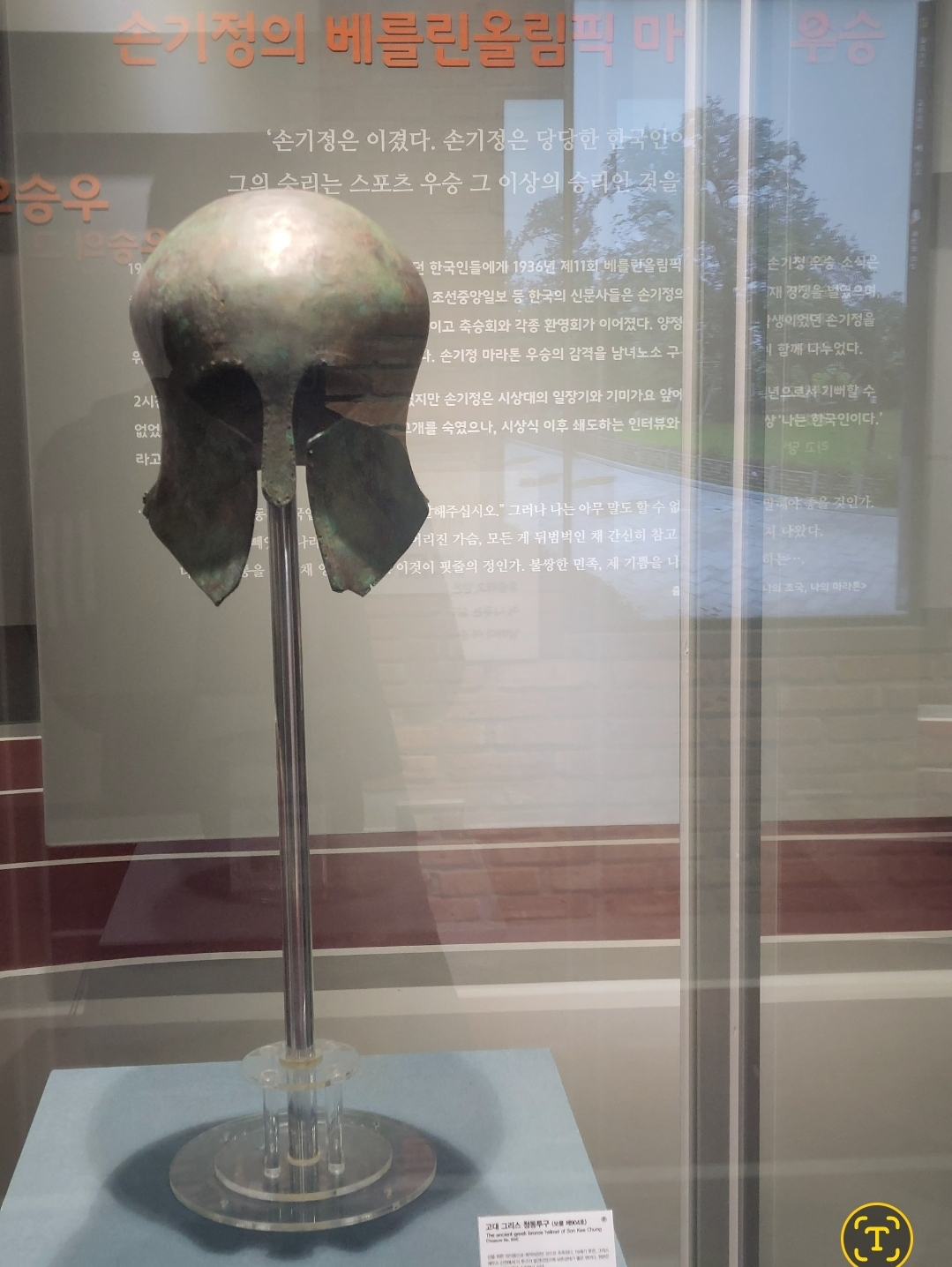
손기정 기념관 투구 복제품
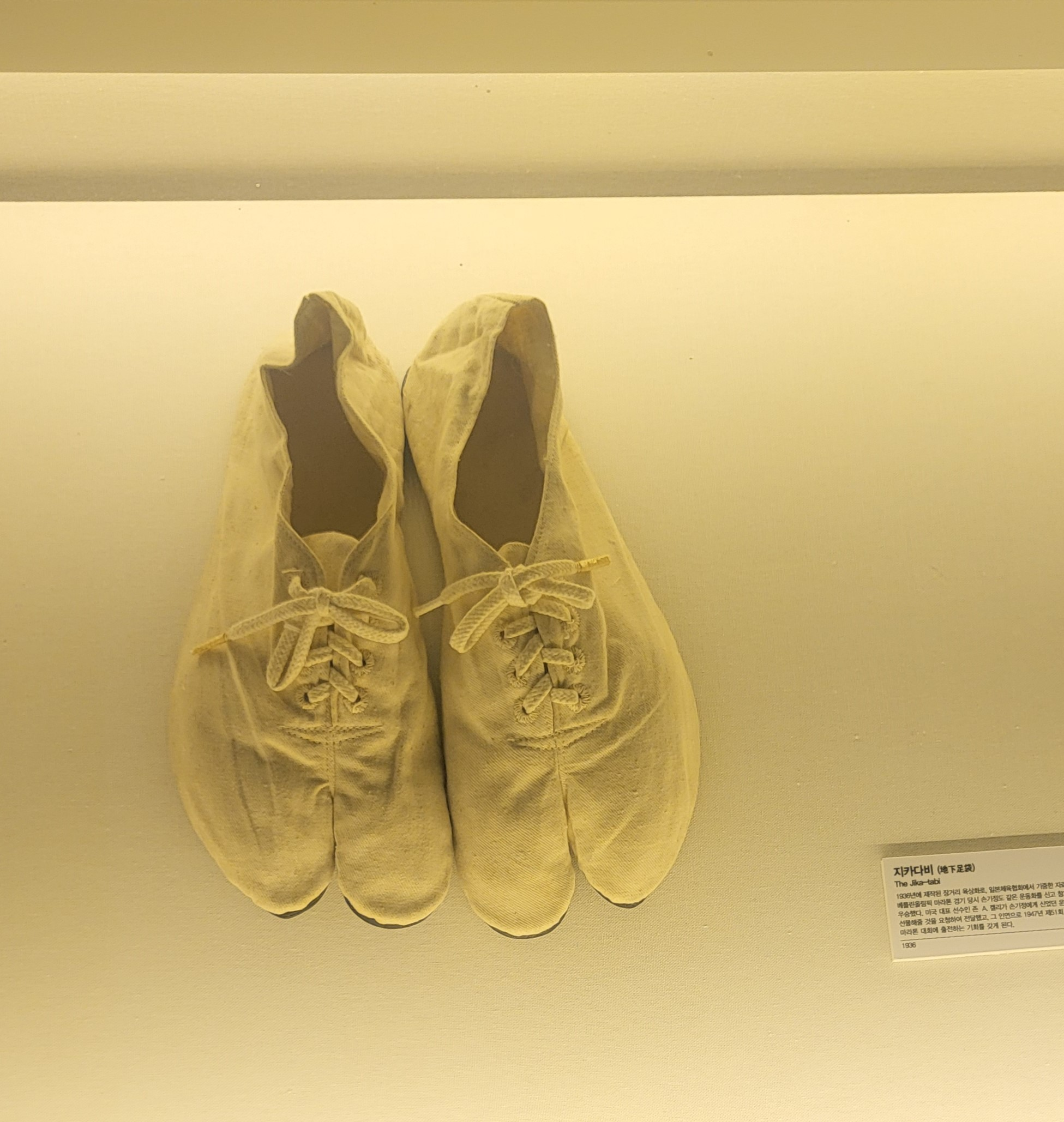
손기정 선수 운동화
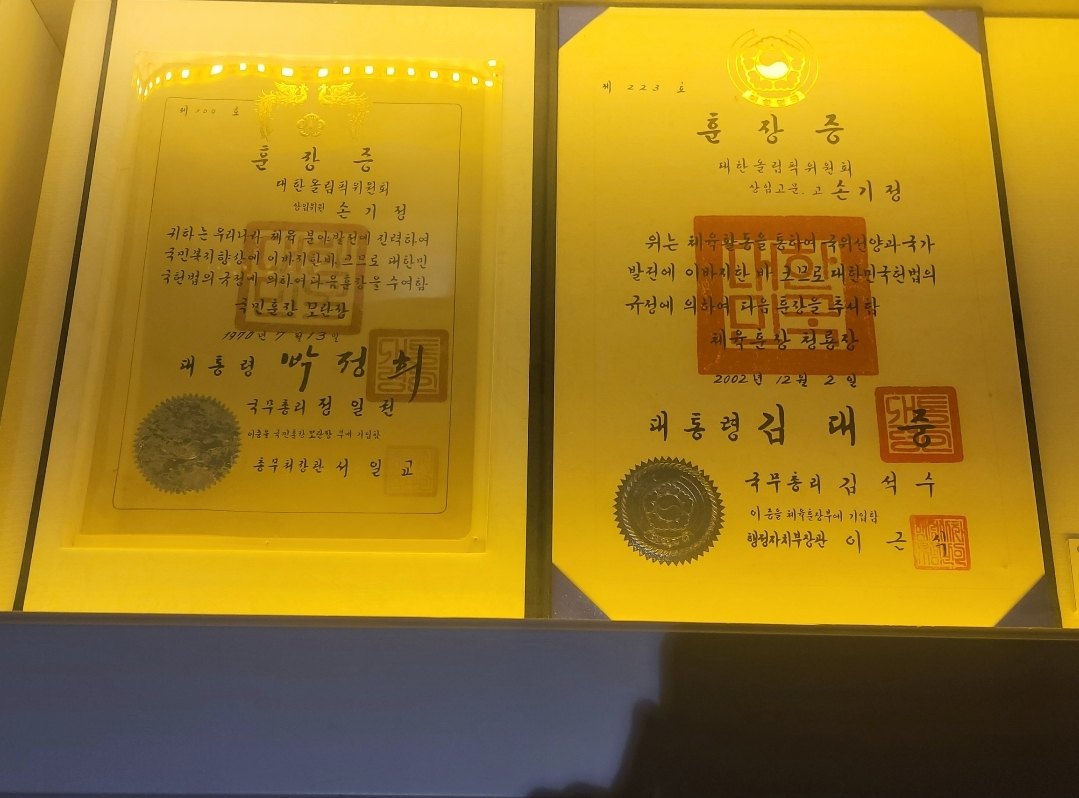
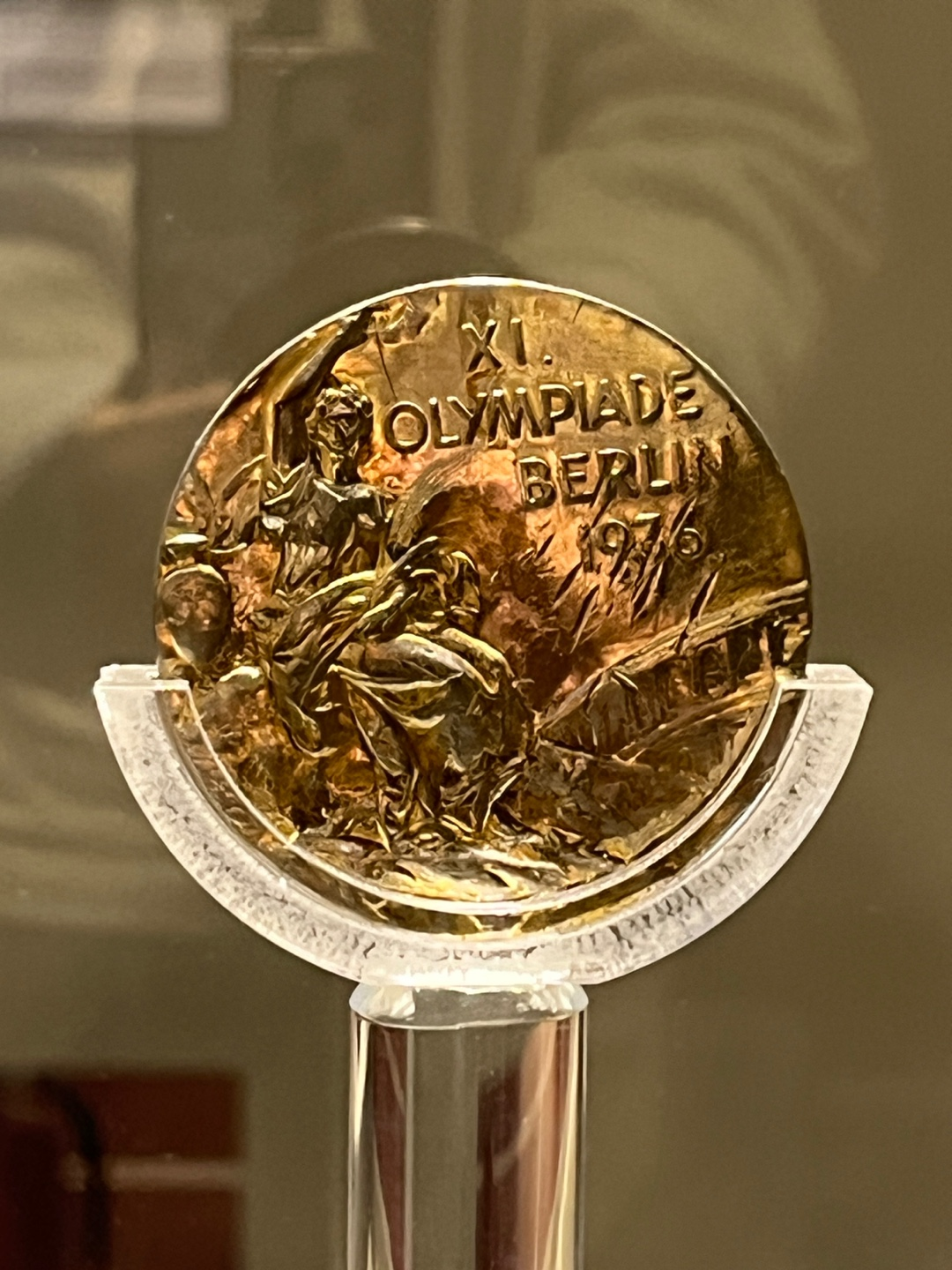
베를린 올림픽 금메달
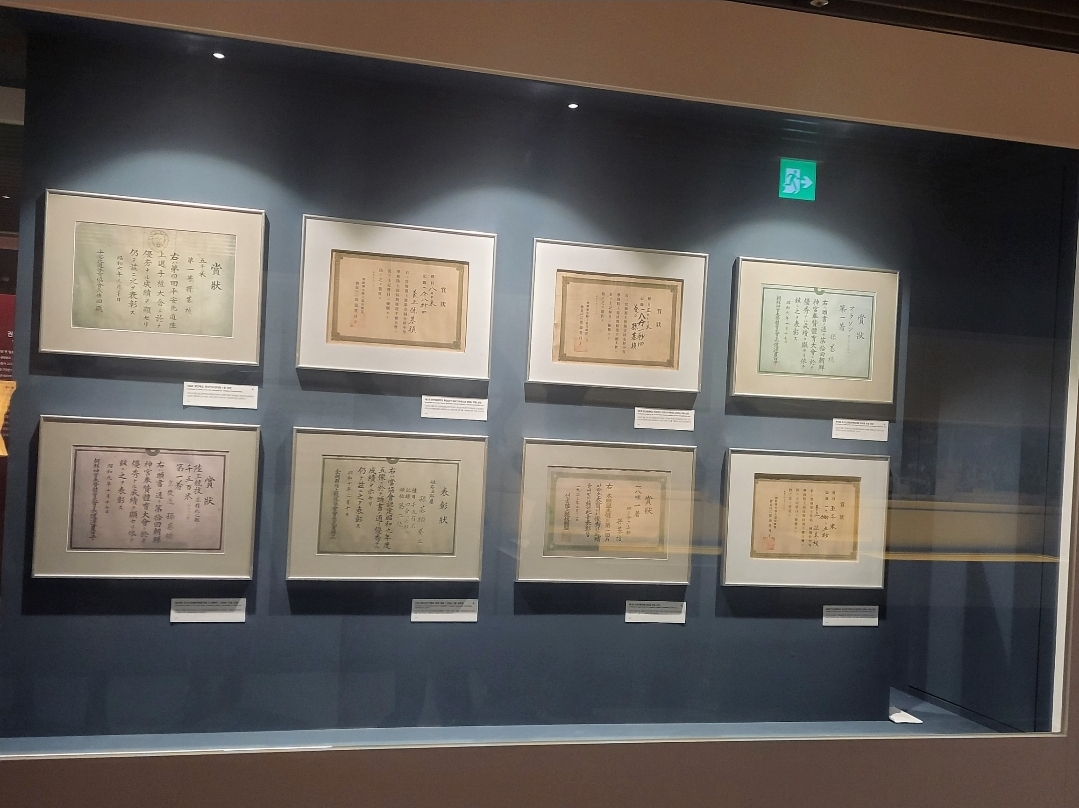
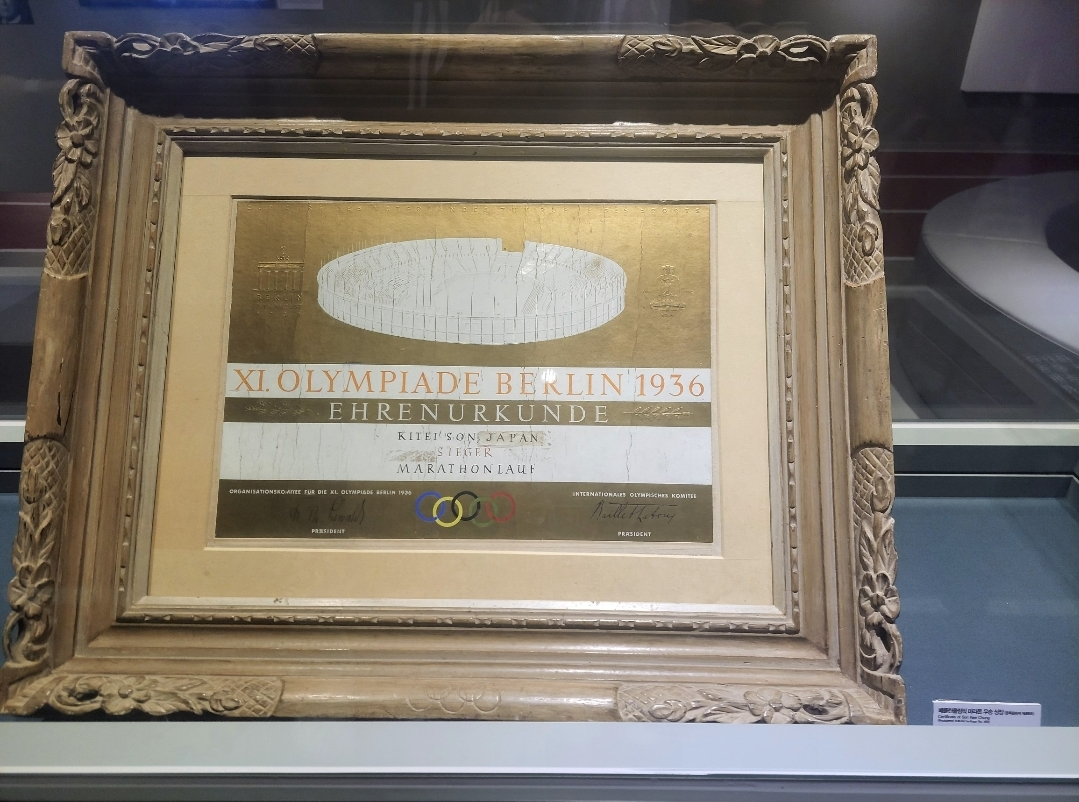
손기정기념관 전시물
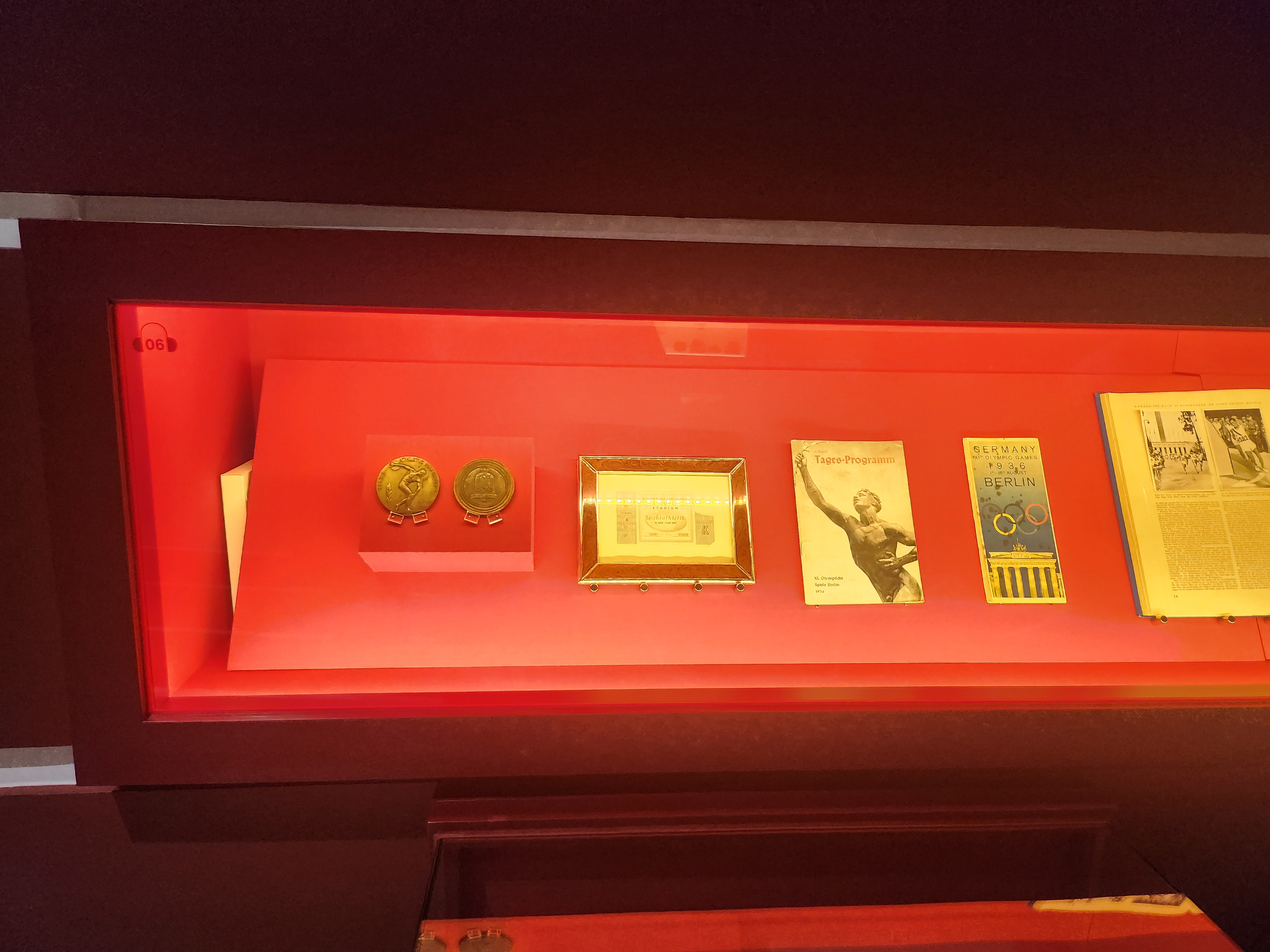
손기정 기념박물관 작품들
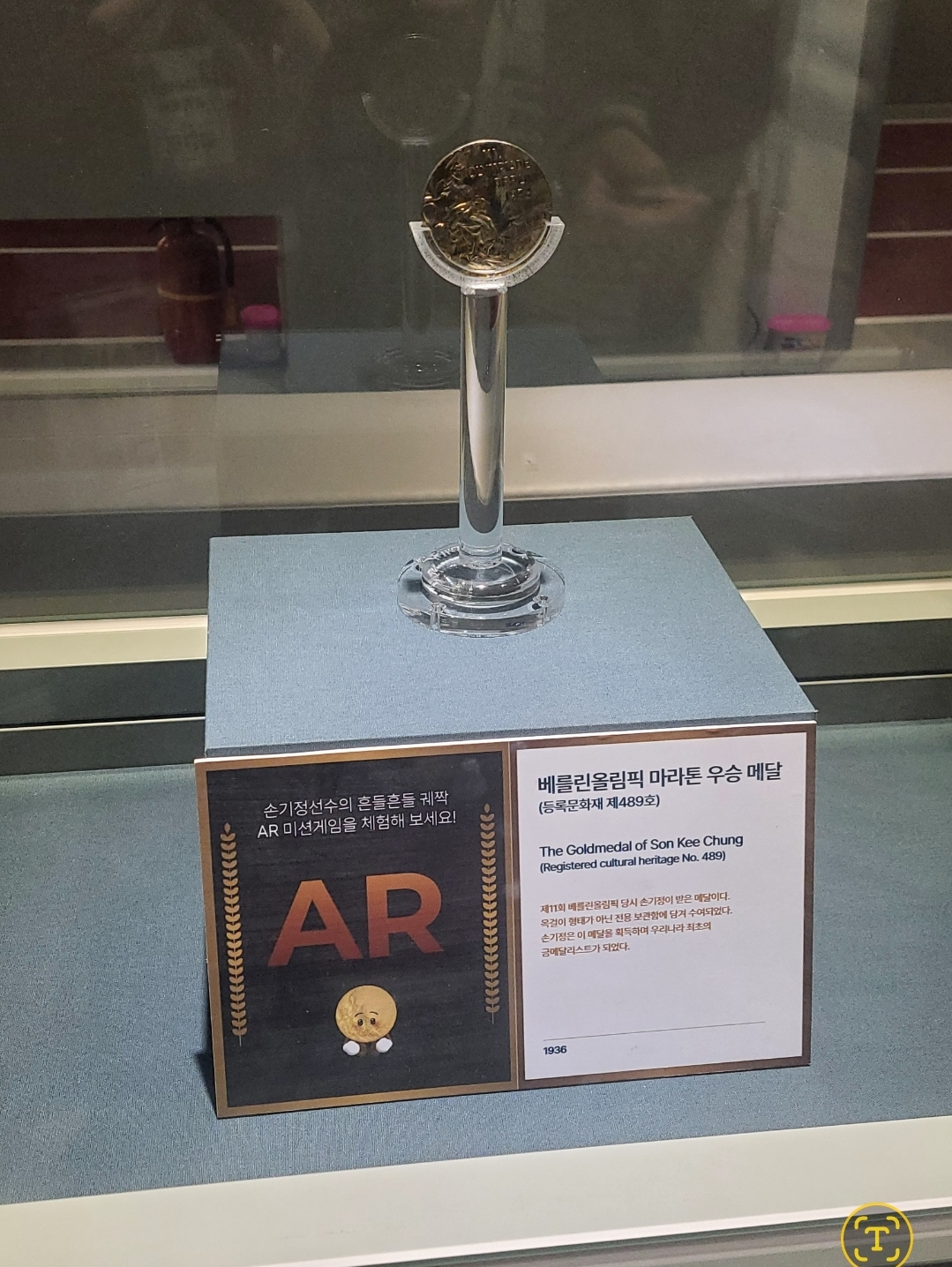
손기정기념관 컵
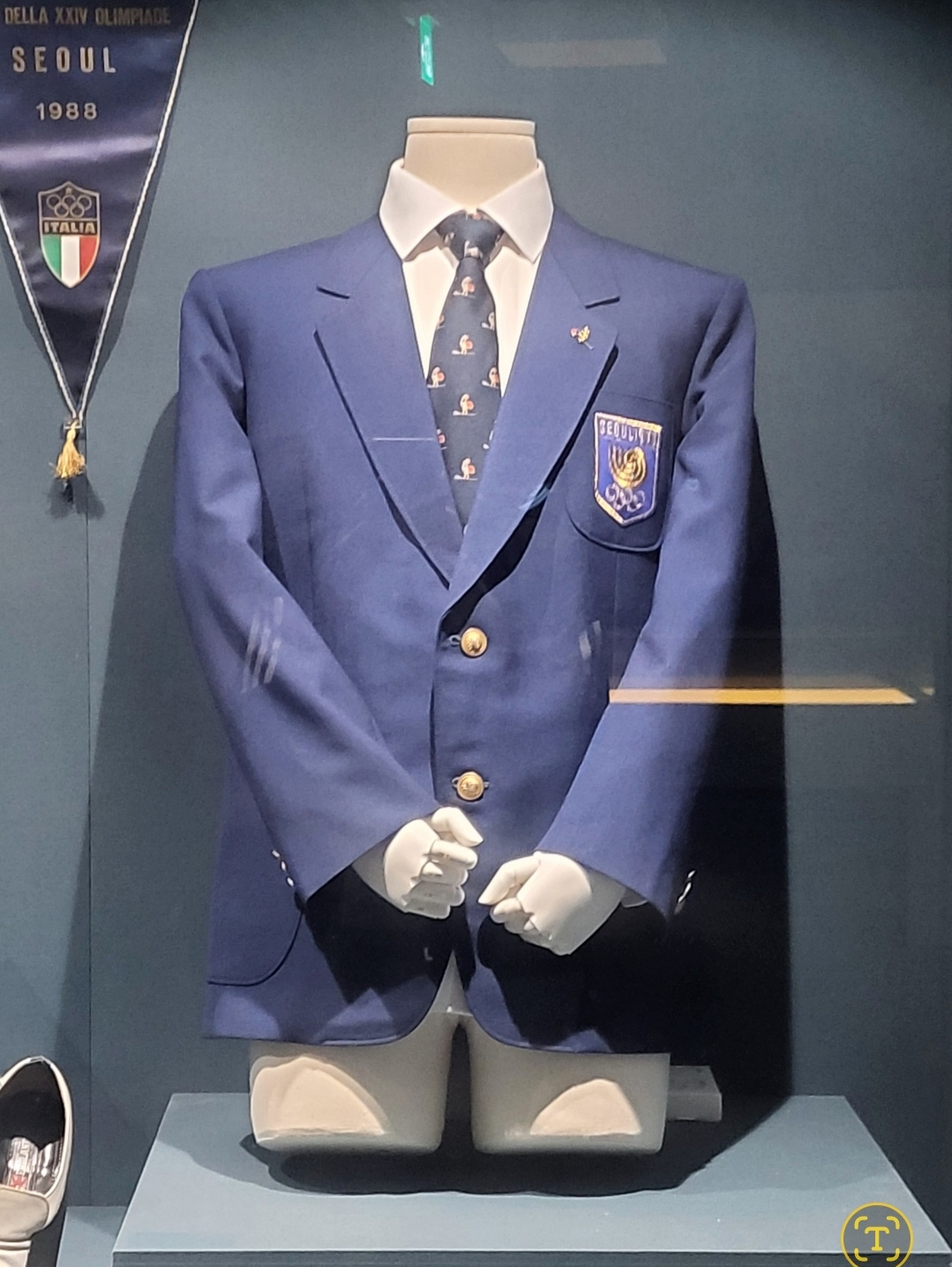
손기정 기념관 옷
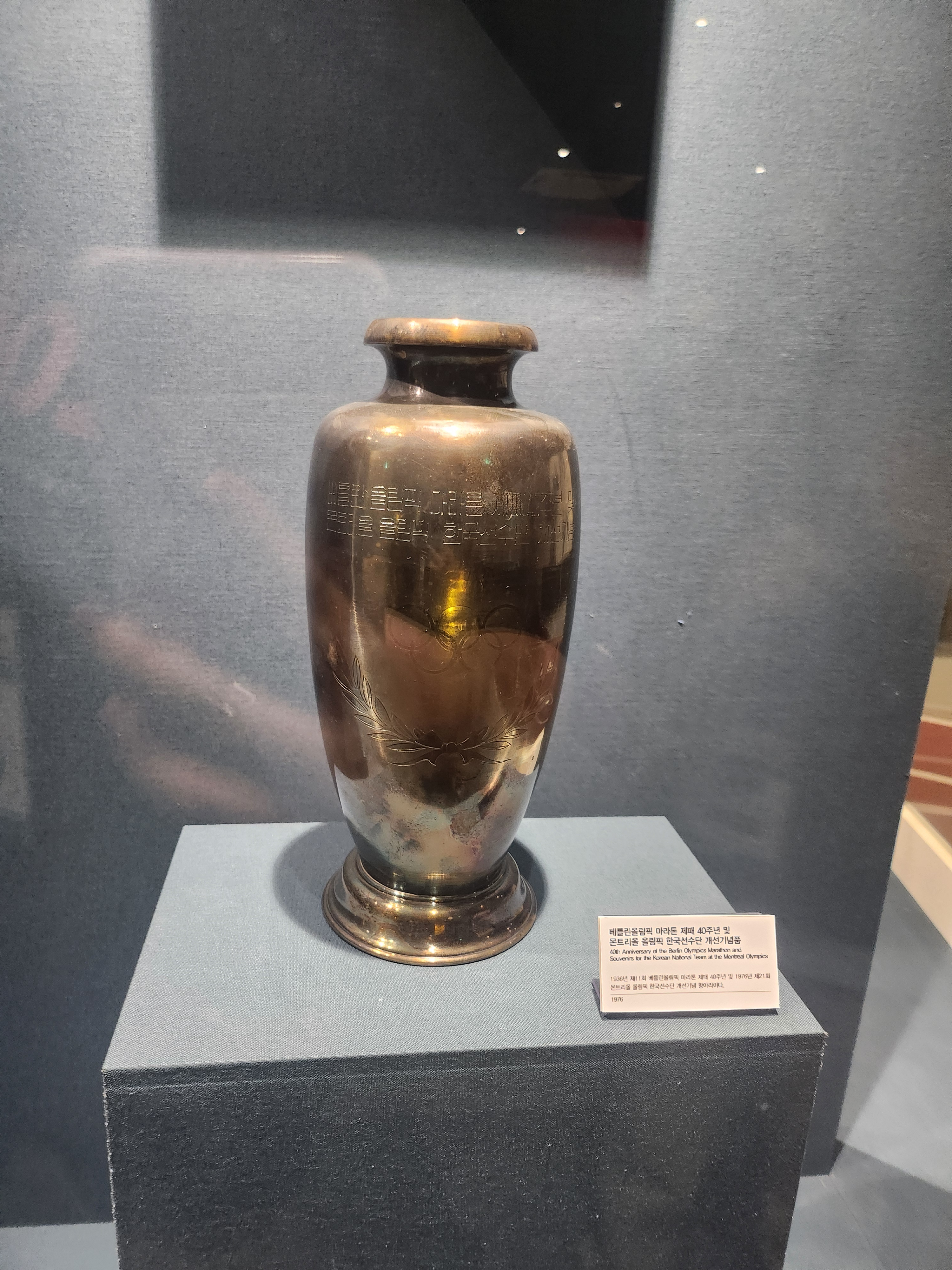
손기정 기념박물관 베를린 올림픽 마라톤 제패 40주년 및 몬트리올 올린픽 한국 선수단 개선기념품

## 참고 문헌
- “손기정공원”. 《서울의 공원》. 서울특별시청.
- 《2023 전국 공공체육시설 현황 (2022년 12월말 기준)》. 대한민국 문화체육관광부. 2024.

## 같이 보기
- 손기정
- 양정고등학교 (서울)
- 손기정 월계관 기념수